# Розмах крил (фільм)
«Розмах крил» — радянський художній фільм-катастрофа 1986 року виробництва Одеської кіностудії.

## Сюжет
Дія відбувається в СРСР в середині 1980-х років.
У пасажирського авіалайнера Іл-18 борт СРСР-75459 авіакомпанії «Аерофлот», який слідує рейсом SU-2884 Хабаровськ-Іркутськ-Свердловськ, один за іншим внаслідок сигналізації про пожежу екіпажем були відключені два двигуни з чотирьох, обидва на правому крилі. До пункту призначення ще 3 години польоту, запасні аеропорти закриті через метеоумови, а решта двоє двигунів, на думку головного конструктора і льотчика-випробувача, зможуть пропрацювати на злітному режимі, необхідному для компенсації дефіциту тяги, всього 15 хвилин.
У процесі аналізу ситуації, що склалася фахівцями на землі виникла підозра, що насправді пожежі двигунів не було, оскільки вогню ніхто з екіпажу не бачив, а сигнальні табло пожежі помилково спрацювали через технічну несправність в проводці в результаті непередбаченого збігу обставин. У даній ситуації екіпажу з землі дається дозвіл на запуск двигунів, але якщо пожежа все ж була, це призведе до неминучого повторного займання двигунів, а реагенти пожежної системи наполовину вже витрачені, для повторного гасіння залишку може не вистачити і літак згорить.
З іншого боку, відразу після виникнення нештатної ситуації екіпаж почав різке зниження в розрахунку на посадку в найближчих аеропортах і летить на висоті всього 800 метрів. За розрахунками командира рекомендований запуск двигунів відбудеться не відразу через обмерзання повітрязабірників, в результаті є велика ймовірність того, що літак ще більше втратить висоту, а це загрожує падінням. У цей час від ЦДС на борт приходить інформація, що всі найближчі аеропорти закриті через метеоумови. Додатково до всього через втрату швидкості літак наганяє циклон, а серед пасажирів починається паніка.
Щоб запобігти катастрофі, треба прийняти єдино правильне рішення.
Запитавши найближчий аеропорт посадки, командир екіпажу на свій страх і ризик продовжив політ…
Фільм знятий в досить своєрідній манері — традиційний для радянських фільмів-катастроф героїчний пафос в ньому поєднується з іронією і тонким гумором.

## У ролях
| Актор                | Роль |
| -------------------- | --- |
| Євген Карельських    | Командир екіпажу Семен Миколайович Селезньов                                                            |
| Сергій Сазонтьєв     | Другий пілот Микита Сударев                                                                             |
| Володимир Заманський | Штурман Геннадій Іванович Васильков                                                                     |
| В'ячеслав Баранов    | Бортмеханик Дмитро Кисельов                                                                             |
| Віталій Дорошенко    | Бортрадист Іван Нев'янцев                                                                               |
| Анна Гуляренко       | Старша стюардеса Людмила                                                                                |
| Вікторія Корсун      | Молодша стюардеса Тетяна Бойко                                                                          |
| Михайло Жигалов      | Начальник зміни Центральної диспетчерської служби (ЦДС) «Аерофлоту» Володимир Георгійович Павлов        |
| Віктор Піменов       | Помічник Павлова Олександр Іванович Козирєв                                                             |
| Ігор Комаров         | Заступник міністра цивільної авіації                                                                    |
| Георгій Юматов       | Льотчик-випробувач Іл-18 (озвучував Олег Мокшанцев)                                                     |
| Василь Векшин        | Генеральний конструктор                                                                                 |
| Юрій Горобець        | Конструктор двигунів (озвучував Ігор Єфімов)                                                            |
| Олександра Турган    | Діна |
| Юрій Шликов          | Авіадиспетчер, син штурмана Геннадія Василькова Віталій Васильков                                       |
| Лія Ахеджакова       | Пасажирка 1-го салону № 1 (вважає себе екстрасенсом)                                                    |
| Алла Будницька       | Пасажирка 1-го салону № 2 (у білій хутряній накидці)                                                    |
| Маріанна Катаєва     | Пасажирка 1-го салону № 3 Інна                                                                          |
| Галина Макарова      | Пасажирка 1-го салону № 4 (бабуся з онуком)                                                             |
| Інга Третьякова      | Пасажирка 1-го салону № 5                                                                               |
| Марія Коссовська     | Пасажирка 1-го салону № 6 (перша дочка пасажирки 1-го салону № 8, що приставала до Баранова з ведмедем) |
| Оксана Глаголєва     | Пасажирка 1-го салону № 7 (друга дочка пасажирки 1-го салону № 8)                                       |
| Сергій Проханов      | Пасажир 1-го салону № 1 (панікер, який переплутав при посадці літаки) Вадим Борисович Весєлков          |
| Олександр Ільїн      | Пасажир 1-го салону № 2 (бородань, що везе на колінах коробку з відеомагнітофоном «Hitachi»)            |
| Віктор Михайлов      | Пасажир 1-го салону № 3 (з птахами в клітці)                                                            |
| Вітаутас Паукште     | Пасажир 1-го салону № 4 (археолог)                                                                      |
| Геннадій Корольков   | Пасажир 1-го салону № 5 (супутник пасажирки 1-го салону № 2)                                            |
| Володимир Баранов    | Пасажир 1-го салону № 7 (лейтенант ВПС, в титрах відсутній)                                             |
| Іван Сидоров         | Пасажир 1-го салону № 8 (речник, сидів поруч з пасажиркою 1-го салону № 1)                              |
| Ігор Єфімов          | Сердитий пасажир 1-го салону № 9 Баранов                                                                |
| Всеволод Гаврилов    | Пасажир 1-го салону № 10                                                                                |
| Володимир Пархомчик  | Пасажир 1-го салону № 11                                                                                |
| Володимир Мельников  | Пасажир 1-го салону № 12 (сидів між Інною і пасажиром 1-го салону № 1), мічман Василь                   |
| Валентин Сефер       | Пасажир 1-го салону № 13                                                                                |
| Олексій Ковальчук    | Пасажир 1-го салону № 14 (онук поруч з бабусею)                                                         |

## Знімальна група
- Режисер — Геннадій Глаголєв
- Сценарист — Борис Рахманін
- Оператор — Валерій Севастьянов
- Композитори — Іварс Вігнерс, Олександр Грива
- Художники — Володимир Шинкевич, Олег Іванов